# Neiokõsõ
Neiokõsõ (произн. Нейокысы или Нейокызы) — эстонская фолк-группа, представлявшая Эстонию на конкурсе песни Евровидение в 2004 году (Стамбул, Турция) с песней «Tii» («Дорога»). Она была исполнена на выруском языке (диалекте эстонского языка, на котором говорят на юго-востоке Эстонии).

## Евровидение 2004
Песня «Tii» (авторы — Прийт Паюсаар (эст. Priit Pajusaar), Глен Пильвре (эст. Glen Pilvre) и Аапо Ильвес (эст. Aapo Ilves)) заняла 11-е место в полуфинале (57 баллов), что не позволило Neiokõsõ пройти в финал. На тот момент это был наихудший результат от Эстонии на Евровидении.
Сингл «Tii» был выпущен компанией Global Music.
Через год после Евровидения группа распалась.

## Состав
- Ану Тауль[эст.] — вокал
- Трийну Тауль — вокал
- Астрид Бёнинг[эст.] — вокал
- Диана Пыльд — вокал
- Кадри Тийзель (Уутма)[эст.] — вокал

### Бывшие участники
- Пеэтер Йыгиоя (2002—2004) — барабаны (ушёл после проведения Евровидения)

## Дискография

### Синглы
- «Tii» (2004)